# Joggins
Joggins is een Canadese "rural community" gelegen aan de Fundybaai in het westen van Cumberland County, in de provincie Nova Scotia. Joggins is gekend als vindplaats en ontginningsplaats van steenkool, en - reeds in de vroege 19e eeuw - als vindplaats van fossielen.
Het gebied bevat een geologische formatie dewelke fossielen bevat uit het Pennsylvanien-tijdperk. De kliffen brengen deze formatie aan de oppervlakte. De onderste lagen zijn gekanteld en uit het Pennsylvanien, daarboven bevinden zich roodachtige glaciale afzettingen uit het Pleistoceen.
Bij de 32e sessie van de Commissie voor het Werelderfgoed werd dit natuurlijk werelderfgoed bestaande uit 14,7 km kuststrook als de "Fossielkliffen van Joggins" op 7 juli 2008 toegevoegd aan de UNESCO Werelderfgoedlijst.
Anticosti · Dinosauruspark · Grand Pré · Gros Morne · Gwaii Haanas en Haida (Ninstints) · Head-Smashed-In Buffalo Jump · Fossielkliffen van Joggins · Kluane, Wrangell-St. Elias, Glacier Bay en Tatshenshini-Alsek · L'Anse aux Meadows · Oud-Lunenburg · Miguasha · Mistaken Point · Nahanni · Pimachiowin Aki · Oud-Québec · Red Bay · Rideau Canal · Canadese parken van de Rocky Mountains · Tr'ondëk-Klondike · Waterton Glacier · Wood Buffalo · Writing-on-Stone Provincial Park